# Stanisław Strumilin
Stanisław G. Strumilin, właśc. Stanisław Strumiłło-Pietraszkiewicz (ur. 29 stycznia 1877 w Daszkowcach, zm. 25 stycznia 1974 w Moskwie) – radziecki ekonomista i statystyk pochodzenia polskiego.

## Życiorys
Odebrał on dużą rolę w tworzeniu gospodarki centralnie planowanej w Związku Socjalistycznych Republik Radzieckich. W 1923 przystąpił do Komunistycznej Partii Związku Radzieckiego. W latach 1931–1950 był profesorem Moskiewskiego Państwowego Instytutu Ekonomicznego. W 1931 został członkiem Akademii Nauk ZSRR. Należał również do Polskiej Akademii Nauk (od 1967) oraz Academia Română. W 1962 otrzymał tytuł doktora honoris causa Uniwersytetu Warszawskiego.
Jego prace dotyczy teorii ekonomii, historii gospodarczej, statystyki i planowania. W swoich pracach skupiał się zazwyczaj na problemie kwalifikacji, organizacji i wydajności pracy. W 1922 roku wydawał prace, w których zajmował się rolą oświaty w gospodarce. Zajmował się również badaniami budżetów rodzinnych. Był pierwszym sowieckim ekonomistą, który próbował przedstawić ogólną teorię nierynkowej gospodarki planowej.
Laureat Nagrody Stalinowskiej w 1942 oraz Leninowskiej w 1958. Został odznaczony również Orderem Czerwonego Sztandaru Pracy (1936), dwukrotnie Orderem Lenina (1945 i 1953) i Orderem Rewolucji Październikowej (1971).
Ważniejsze prace:
- Problemy płanirowanija w SSSR (1932)
- Promyszlennyj pierieworot w Rossii (1944)
- Drogi rozwoju społeczeństwa komunistycznego (1959, wydanie polskie 1959)
- Szkice o gospodarce ZSRR (1959, wydanie polskie 1961)
- Izbrannyje proizwiedienija (t. 1–5 1963–1965)